# Wadym Szachrajczuk
Wadym Wałerijowycz Szachrajczuk (ukr. Вадим Валерійович Шахрайчук; 12 czerwca 1974 w Kijowie) – ukraiński hokeista, reprezentant Ukrainy, olimpijczyk. Trener hokejowy.

## Kariera zawodnicza
- Sokił Kijów (1991)
- SzWSM Kijów (1991–1992)
- Sokił Kijów (1992–1995)

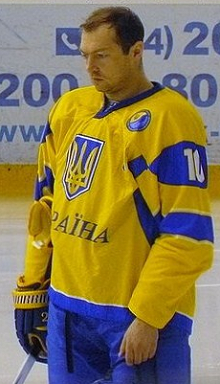
Wadym Szachrajczuk w barwach Ukrainy (2010)

- Ak Bars Kazań (1995–1997)
- Nürnberg Ice Tigers (1997–2000)
- Awangard Omsk (2000–2001)
- Łokomotiw Jarosław (2001–2003)
- Spartak Moskwa (2003)
- ATEK Kijów (2003)
- Dinamo Moskwa (2003–2007)
- HK MWD Bałaszycha (2007–2008)
- Traktor Czelabińsk (2008)
- Mietałłurg Magnitogorsk (2008–2009)
- Torpedo Niżny Nowogród (2009–2010)
- Budiwelnyk Kijów (2010)
- Sokił Kijów (2010–2011)
- HKm Zvolen (2011)
- Sokił Kijów (2012)
- Kompańjon Kijów (2012–2013)

W 2011 zawodnik HKm Zvolen. Od stycznia 2012 po raz czwarty w karierze zawodnik macierzystego klubu Sokił Kijów. Następnie grał w Kompańjonie.
Uczestniczył w turniejach mistrzostw świata w 1995, 1997 (Grupa C), 1998 (Grupa B), 1999, 2000 (Grupa A), 2001, 2002, 2003, 2004, 2005, 2006, (Elita), 2008, 2009, 2010, 2011 (Dywizja I) oraz na zimowych igrzyskach olimpijskich 2002.

## Kariera trenerska
- Generals Kijów (2015-2016), główny trener
- Mietałłurg Nowokuźnieck (2017), główny trener
- CSM Dunărea Galați (2018-), główny trener
- Reprezentacja Ukrainy (2021-), główny trener

Od lipca 2015 do końca października 2016 trener w klubie Generals Kijów. W marcu 2017 został trenerem Mietałłurga Nowokuźnieck. Na początku września 2017 jego sztab trenerski został zwolniony. Pod koniec października 2018 został szkoleniowcem rumuńskiego zespołu CSM Dunărea Galați. Na początku marca 2021 ogłoszono, że został nowym selekcjonerem kadry Ukrainy. W tym charakterze uczestniczył w turniejach MŚ edycji 2022, 2023 (Dywizja IB), zimowej Uniwersjady edycji 2023.
Przed sezonem 2022/2023 został kuratorem drużyny HK Kijów.

## Sukcesy
Reprezentacyjne
- Awans do Grupy A mistrzostw świata do lat 20: 1994
- Awans do Grupy B mistrzostw świata: 1997
- Awans do Grupy A mistrzostw świata: 1998

Klubowe
- Srebrny medal mistrzostw Niemiec: 1999 z Nürnberg Ice Tigers
- Srebrny medal mistrzostw Rosji: 2001 z Awangardem Omsk
- Złoty medal mistrzostw Rosji: 2002 z Łokomotiwem Jarosław, 2005 z Dinamem Moskwa
- Puchar Mistrzów: 2006 z Dinamem Moskwa
- Srebrny medal mistrzostw Ukrainy: 2013 z Kompańjonem Kijów

Indywidualne
- Mistrzostwa Świata Juniorów w Hokeju na Lodzie 1994/Grupa B[14]:
  - Drugie miejsce w klasyfikacji strzelców turnieju: 7 goli
  - Pierwsze miejsce w klasyfikacji asystentów: 8 asyst
  - Pierwsze miejsce w klasyfikacji kanadyjskiej turnieju: 15 punktów
  - Najlepszy napastnik turnieju
- Mistrzostwa Świata w Hokeju na Lodzie 1998 Grupa B:
  - Pierwsze miejsce w klasyfikacji strzelców turnieju: 7 goli
  - Najlepszy napastnik turnieju

Wyróżnienia
- Mistrzostwa Ukrainy w hokeju na lodzie (2024/2025):
  - Najlepszy trener sezonu[15]

## Odznaczenie
- Order „Za zasługi” II stopnia (2008)[16][17][18]